# Fionna Duncan
Fionna Duncan (* 5. November 1939 in Garelochhead; † 6. Dezember 2022) war eine schottische Jazzsängerin des Traditional Jazz.

## Leben und Wirken
Duncan wurde als jüngstes von drei Kindern kurz nach Ausbruch des Zweiten Weltkriegs in einem Hotel in Garelochhead geboren. Ihre Familie lebte in Portincaple am Ufer des Loch Long. Ihr Bruder Ian und ihre Schwester Peggy spielten beide Instrumente – Ian, ein Pianist, leitete seine eigene Band –, aber Fionna zog es zunächst vor, nur zu singen, obwohl sie später begann, sich selbst auf Gitarre und Ukulele zu begleiten. Als sie sechs Jahre alt war, zog die Familie nach Rutherglen; dort fügte sie dank des Balladen- und Bluesclubs der Rutherglen Academy Folk- und Skiffle-Lieder zu den Gilbert & Sullivan-Operetten hinzu, die sie im örtlichen Musikverein sang. Mit 16, noch während ihrer Schulzeit, sang sie bei Talentwettbewerben und in lokalen Jazzbands. Ein Wettbewerbssieg führte zu einem Vorsingen für das Fernsehen und gab ihr die Möglichkeit, eine erste Aufnahme zu machen, was ebenfalls Teil des Preises war.
Während einer Familienreise in die USA, wo Duncan im Rundfunk und Fernsehen auftrat, bot ihr das Label Riverside Records einen Plattenvertrag an; doch da sie sich nicht in den Vereinigten Staaten niederlassen wollte, eine Bedingung des Angebots, lehnte sie dieses ab. Zurück in Glasgow, nachdem sie mit den Joe Gordon Folk Four in der wöchentlichen TV-Show Skiffle Club aufgetreten war und mit der Steadfast Jazz Band gesungen hatte, nahm sie an einem weiteren Talentwettbewerb teil, Stars in Your Eyes, diesmal im Fernsehen. Sie gewann nicht nur den Wettbewerb, sondern traf bei den Auditions auch den Klarinettisten Forrie Cairns, mit dem sie bis in die 2000er Jahre arbeiten sollte. Cairns holte Duncan zunächst zu den Cairns All-Stars. 1959 wurden Duncan und Forrie eingeladen, sich den Clyde Valley Stompers anzuschließen, einer traditionellen Jazzband aus Glasgow, die in den 1950er- und frühen 1960er-Jahren weltweit bekannt und auch als „die schottischen Sultans of Trad Jazz Swing“ bezeichnet wurde. Sie nahmen 1959 das Album Have Tartan Will Trad auf und begannen mit Live-Auftritten sowie Fernseh- und Radio-Gastspielen.

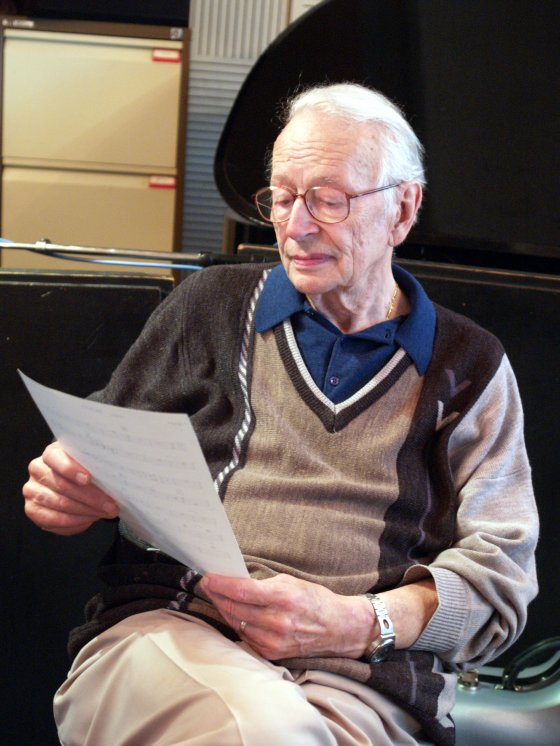
Humphrey Lyttelton (2007)

Zwischen Tourneen bis nach Deutschland und in die Schweiz gewann Duncan 1960 den JazzBeat Award als beste Sängerin; 1962 trat sie in einem Konzert mit Louis Armstrong in Bridlington auf. Sie tourte bis 1964 weiter, bevor sie sich in London niederließ, wo sie den Georgian Nightclub im West End moderierte und bei Kenny Ball und Humphrey Lyttelton sowie anderen bekannten Musikern sang. Als sie infolge eines Unfalls 1971 ihre Karriere unterbrechen musste, absolvierte sie eine Ausbildung zur Friseurin. Doch bald begann sie erneut aufzutreten; wieder zurück in Schottland, sang sie mit George Penman’s Jazzmen und nahm 1981 mit Cairns an der Reunion der Clyde Valley Stompers teil, die Tourneen durch Großbritannien und Kanada beinhaltete. Nachdem sie 1985 mit der Band des Gründers des Edinburgh Jazz & Blues Festival, Mike Hart, bei Veranstaltungen wie dem Sacramento Jazz Festival aufgetreten war, stellte sie mit ihrem Partner, dem Bassisten Ronnie Rae, dessen Sohn John Rae am Schlagzeug und Brian Kellock am Klavier ihre eigene Gruppe zusammen. Bis John Rae 2008 nach Neuseeland zog, blieb dies ihre bevorzugte Begleitband. Die Raes und Kellock bildeten auch das Haustrio für Duncans Vocal Jazz Workshops; diese Workshops entwickelten sich zu einem festen Bestandteil des Glasgow Jazz Festival.
Fionna Duncan sang und unterrichtete bis in ihre Siebziger hinein; sie wurde 2008 für ihre Verdienste um die musikalische Bildung bei den Parliamentary Jazz Awards nominiert. Im folgenden Jahr wurde sie bei den Scottish Jazz Awards zur besten Jazzsängerin erklärt; 2019 wurde sie aufgrund ihrer musikalischen Beiträge bei den Scottish Jazz Awards für ihr Lebenswerk ausgezeichnet.
Im Bereich des Jazz war Duncan laut Tom Lord zwischen 1959 und 1985 an neun Aufnahmesessions beteiligt, auch mit The Scottish Jazz Advocates, zuletzt mit Eggy Ley's Hotshots.